# Kersa Woreda
Kersa Woreda är ett distrikt i Etiopien. Det ligger i den centrala delen av landet, 230 km sydväst om huvudstaden Addis Abeba.